# Trung tâm di sản

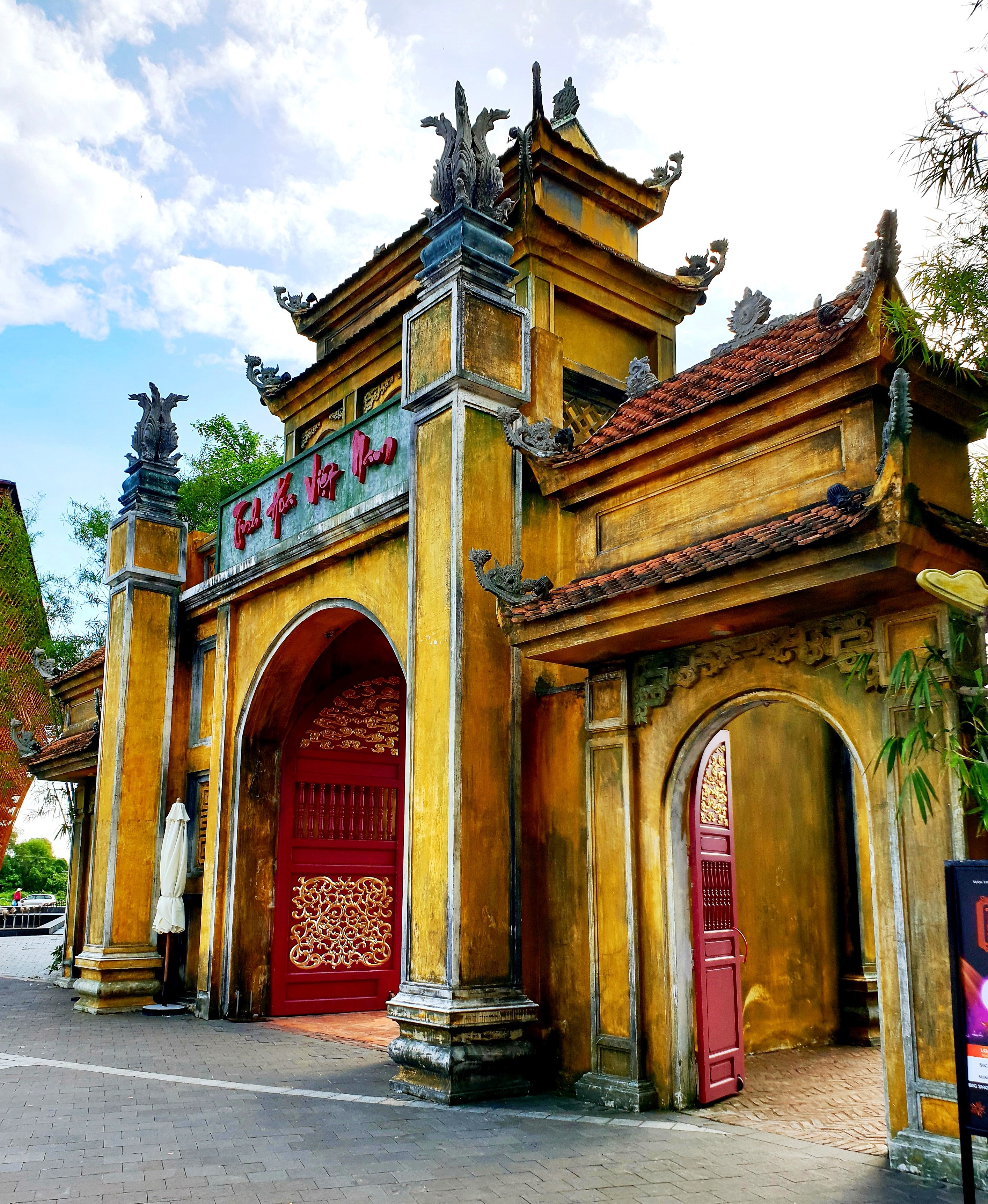
Cổng vào khu Thăng Long cổ trấn ở Phú Quốc- một địa điểm phục dựng và tái hiện văn hóa lịch sử phong kiến Việt Nam

Trung tâm di sản (Heritage centre) là một địa điểm, cơ sở công cộng, thường là bảo tàng, khuôn viên tượng đài, trung tâm du khách hoặc công viên chủ yếu dành riêng cho việc trình bày thông tin bảo tồn lịch sử và di sản văn hóa về một địa điểm và con người ở đó, và thường cũng bao gồm, ở một mức độ nào đó, lịch sử tự nhiên của khu vực đó. Các trung tâm di sản thường khác với hầu hết các bảo tàng truyền thống ở chỗ có tần suất cao các cuộc triển lãm "thực hành" và mẫu vật sống hoặc giống như thật và hiện vật thực tế. Một số có hình thức là bảo tàng ngoài trời (Open-air museums) và còn gọi là công viên di sản – dành riêng cho việc mô tả cuộc sống hàng ngày hoặc hoạt động, công việc nghề nghiệp tại một thời điểm và địa điểm cụ thể, và có thể có sự tái hiện các công trình xây dựng, kiến trúc tòa nhà tiêu biểu của một thời đại.
Những địa điểm như vậy thường được sử dụng cho việc khảo cổ học thực nghiệm, và là địa điểm quay cho các bộ phim phim tài liệu và tiểu thuyết lịch sử và phim truyền hình. Một số là di tích khảo cổ được xây dựng lại, sử dụng nền móng đã khai quật của các tòa nhà nguyên sơ ban đầu, một số khôi phục các công trình lịch sử vẫn chưa bị mai một, trong khi những công trình khác là mô hình được xây dựng gần các địa điểm thực tế có giá trị lịch sử (vẫn có thể là đối tượng khai quật, nghiên cứu và bảo tồn đang diễn ra). Nhiều công trình cũng có các tính năng bảo tàng sống, chẳng hạn như nhân viên mặc trang phục, trình diễn và các khóa học ngắn hạn về nghề thủ công lịch sử, các buổi trình diễn kịch (chiến đấu giả hành động trực tiếp, v.v.) và các hoạt động lịch sử sống động khác. Những nơi khác có thể tập trung hẹp hơn vào một nghề nghiệp hoặc ngành công nghiệp cụ thể, chẳng hạn như vận tải đường sắt hoặc các nhà máy hoặc mỏ ban đầu mà cộng đồng phát triển xung quanh. Sự khác biệt giữa một trung tâm di sản hoặc công viên và một công viên chủ đề dựa trên lịch sử có thể trở nên mờ nhạt, như tại Nikko Edomura, tập trung vào bối cảnh Nhật Bản thời phong kiến, và Thành phố miền Tây hoang dã, một "công viên chủ đề di sản" tự mô tả sống động về miền Viễn Tây của Hoa Kỳ.

## Các địa điểm

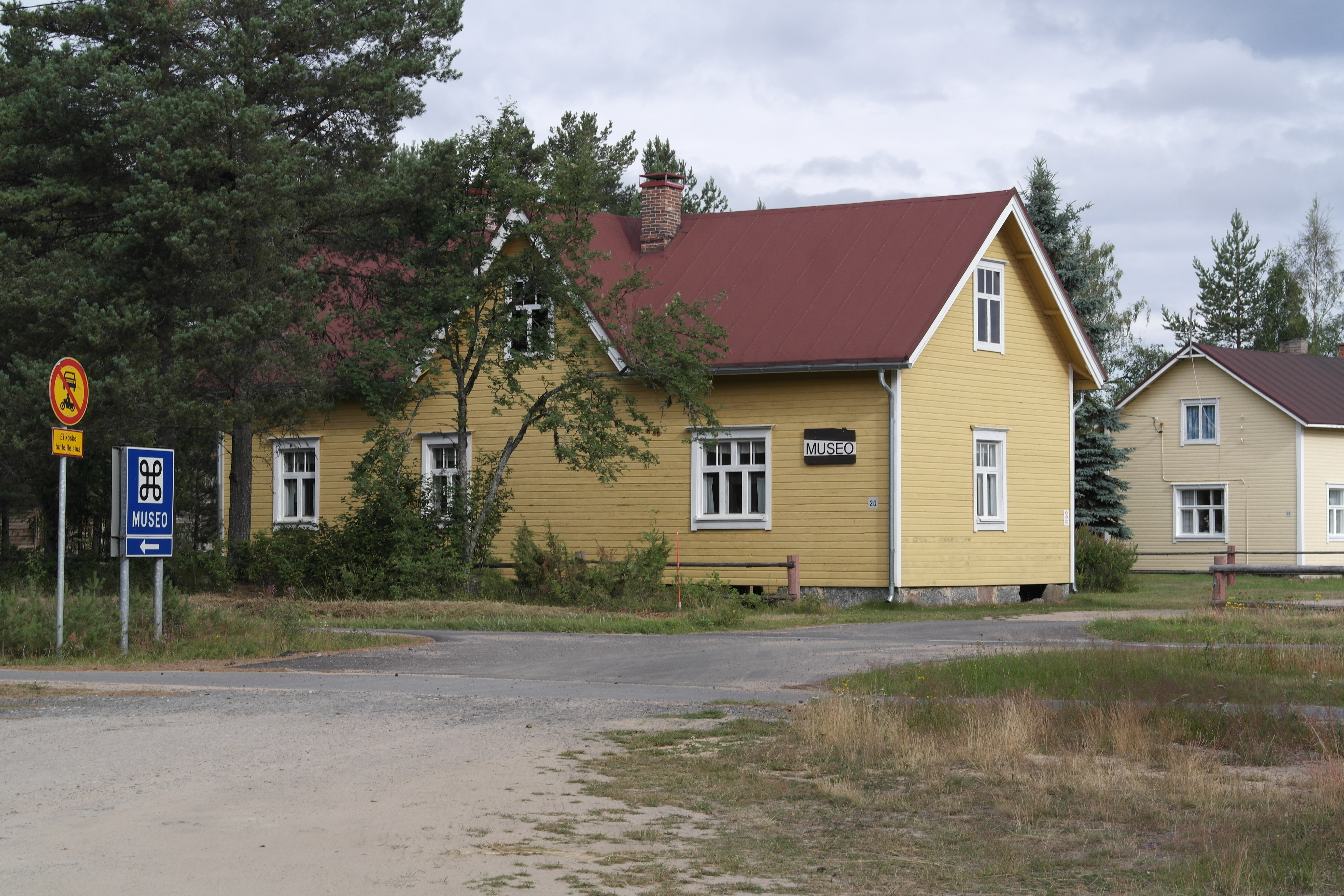
Một trung tâm di sản ở Phần Lan

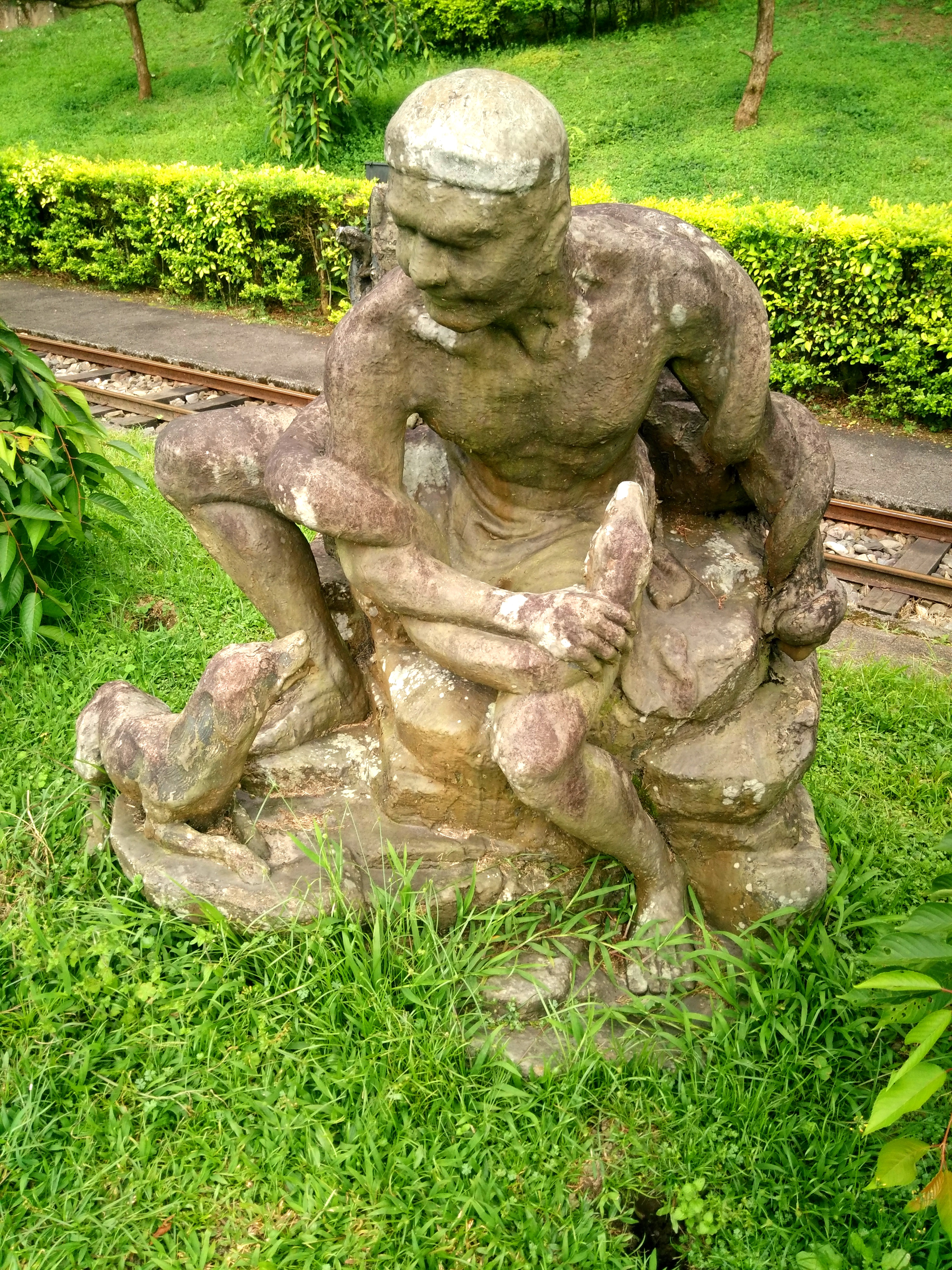
Tượng người bản địa bắt rắn ở Làng văn hóa cửu tộc ở Đài Loan

- Trung tâm di sản Gower - Gower Heritage Centre
- Công viên di sản quốc gia Ireland - Irish National Heritage Park
- Bảo tàng dân gian Ryedale - Ryedale Folk Museum
- Bảo tàng Lịch sử Quốc gia Thánh Fagans - St Fagans National Museum of History
- Trung tâm văn hóa Telugu - Telugu Saamskruthika Niketanam (Bảo tàng Telugu thế giới/World Telugu Museum)
- Trang trại cổ Butser - Butser Ancient Farm
- Lâu đài Henllys - Castell Henllys
- Công viên Lịch sử Tiểu bang Columbia - Columbia State Historic Park
- Craggaunowen
- Trung tâm thời đại đồ đồng và đồ sắt Flag Fen - Flag Fen Bronze and Iron Age Centre
- Dự án thời đại đồ sắt-Danube - Iron-Age-Danube project
- Trung tâm Peat Moors - Peat Moors Centre
- Công viên Bảo tồn - Preservation Park ở Oakland, California
- Thành phố South Park - South Park City
- Làng Anglo-Saxon West Stow - West Stow Anglo-Saxon Village
- Trung tâm di sản đường sắt Bideford - Bideford Railway Heritage Centre
- Lâu đài Castlefield ở Manchester
- Trung tâm di sản Crewe - Crewe Heritage Centre
- Trung tâm di sản Elsecar - Elsecar Heritage Centre
- Trung tâm di sản Gabriel Babb - Gabriel Babb Heritage Centre
- Trung tâm ô tô di sản - Heritage Motor Centre tại Bảo tàng ô tô Anh
- Trung tâm Di sản Hàng không Lincolnshire - Lincolnshire Aviation Heritage Centre
- Công viên Lịch sử Quốc gia Lowell - Lowell National Historical Park
- Trung tâm Di sản Giao thông Nottingham - Nottingham Transport Heritage Centre
- Công viên di sản Rhondda - Rhondda Heritage Park
- Trung tâm Di sản Cảnh sát Hoàng gia Canada - Royal Canadian Mounted Police Heritage Centre